# Ферфакс (Південна Дакота)
Ферфакс (англ. Fairfax) — місто (англ. town) в США, в окрузі Ґреґорі штату Південна Дакота. Населення — 96 осіб (2020).

## Географія
Ферфакс розташований за координатами 43°1′41″ пн. ш. 98°53′20″ зх. д. / 43.02806° пн. ш. 98.88889° зх. д. (43.028049, -98.888945).  За даними Бюро перепису населення США в 2010 році місто мало площу 0,78 км², уся площа — суходіл.

## Демографія
Згідно з переписом 2010 року, у місті мешкало 115 осіб у 63 домогосподарствах у складі 33 родин. Густота населення становила 147 осіб/км².  Було 81 помешкання (103/км²).
Расовий склад населення:
| - 97,4 % — білих - 1,7 % — чорних або афроамериканців - 0,9 % — корінних американців |

До двох чи більше рас належало 0,0 %. Частка іспаномовних становила 0,0 % від усіх жителів.
За віковим діапазоном населення розподілялося таким чином: 15,7 % — особи молодші 18 років, 55,6 % — особи у віці 18—64 років, 28,7 % — особи у віці 65 років та старші. Медіана віку мешканця становила 52,5 року. На 100 осіб жіночої статі у місті припадало 85,5 чоловіків;  на 100 жінок у віці від 18 років та старших — 76,4 чоловіків також старших 18 років.
Середній дохід на одне домашнє господарство  становив 42 419 доларів США (медіана — 33 750), а середній дохід на одну сім'ю — 50 420 доларів (медіана — 48 750). Медіана доходів становила 45 417 доларів для чоловіків та 22 500 доларів для жінок. За межею бідності перебувало 3,6 % осіб, у тому числі 7,4 % дітей у віці до 18 років та 5,3 % осіб у віці 65 років та старших.
Цивільне працевлаштоване населення становило 64 особи. Основні галузі зайнятості: сільське господарство, лісництво, риболовля — 26,6 %, роздрібна торгівля — 25,0 %, освіта, охорона здоров'я та соціальна допомога — 25,0 %.